# 獅王高地麗魚
獅王高地麗魚，為輻鰭魚綱鱸形目隆頭魚亞目慈鯛科的其中一種，分布於南美洲亞馬遜河流域，體長可達15公分，棲息在流動緩慢且混濁的水域，生活習性不明，可作為食用魚及觀賞魚。

## 擴展閱讀
維基物種上的相關：獅王高地麗魚